# بلايكني بوينت
بلايكني بوينت (بالإنجليزية: Blakeney Point) المشار إليها باسم محمية بلايكني الطبيعية الوطنية (بالإنجليزية: Blakeney National Nature Reserve)، تعتبر محمية طبيعية وطنية ‏ تقع بالقرب من قرى بلايكني ومورستون وكلاي بجوار البحر ‏ على الساحل الشمالي لنورفولك بإنجلترا. ميزتها الرئيسية هي 6.4 كـم (4.0 ميل) شريط من الحصى والكثبان الرملية، ولكن المحمية تشمل أيضًا المستنقعات المالحة والمسطحات الطينية المدية والأراضي الزراعية المستصلحة. تم إدارتها من قبل الصندوق الوطني منذ عام 1912، وتقع ضمن موقع ساحل نورفولك الشمالي ذي الأهمية العلمية الخاصة ‏، والذي يتمتع أيضًا بالحماية من خلال ناتورا 2000، ومنطقة الحماية الخاصة (SPA)، والاتحاد الدولي لحفظ الطبيعة (IUCN) وقوائم رامسار. تعد المحمية جزءًا من منطقة الجمال الطبيعي المتميز (AONB)، ومحمية المحيط الحيوي العالمية. لقد تمت دراسة هذه النقطة منذ أكثر من قرن من الزمان، وذلك بعد الدراسات البيئية الرائدة التي أجراها عالم النبات فرانسيس وول أوليفر وبرنامج مراقبة الطيور الذي بدأته عالمة الطيور إيما تيرنر.
تتمتع المنطقة بتاريخ طويل من الاستيطان البشري؛ حيث توجد أطلال دير يعود إلى العصور الوسطى و«كنيسة بلاكيني» (ربما مسكن محلي) مدفونة في المستنقعات. كانت المدن التي تحميها ضفاف الحصى موانئ مهمة في السابق، ولكن مخططات استصلاح الأراضي التي بدأت في القرن السابع عشر أدت إلى ترسب الطمي في قنوات النهر. وتعتبر المحمية مهمة لتكاثر الطيور، وخاصة طيور النورس، وموقعها يجعلها موقعًا رئيسيًا للطيور المهاجرة في الخريف. قد يتجمع ما يصل إلى 500 فقمة في نهاية البصاق، وتحتوي رملته وحصىها على عدد من اللافقاريات والنباتات المتخصصة، بما في ذلك سامفير الصالح للأكل، أو «الهليون البحري».
إن الزوار العديدين الذين يأتون لمشاهدة الطيور أو الإبحار أو لممارسة الأنشطة الترفيهية الخارجية الأخرى مهمون للاقتصاد المحلي، ولكن الأنشطة البرية تعرض الطيور التي تعشش والموائل الهشة للخطر، وخاصة الكثبان الرملية. وتساعد بعض القيود المفروضة على وصول البشر والكلاب إلى هذه الأماكن على تقليل الآثار السلبية، وعادة ما تتم الرحلات لرؤية الفقمة بالقارب. يعتبر البصاق بنية ديناميكية، تتحرك تدريجيا نحو الساحل وتمتد نحو الغرب. تُفقد الأرض في البحر عندما يتدحرج البصاق إلى الأمام. يمكن أن يصبح نهر جلافين ‏ مسدودًا بسبب تقدم الحصى ويسبب فيضانات في قرية كلي ومحمية كلي مارشيز الطبيعية والمراعي المستصلحة المهمة بيئيًا، لذلك يجب إعادة تنظيم النهر كل بضعة عقود.

## الوصف

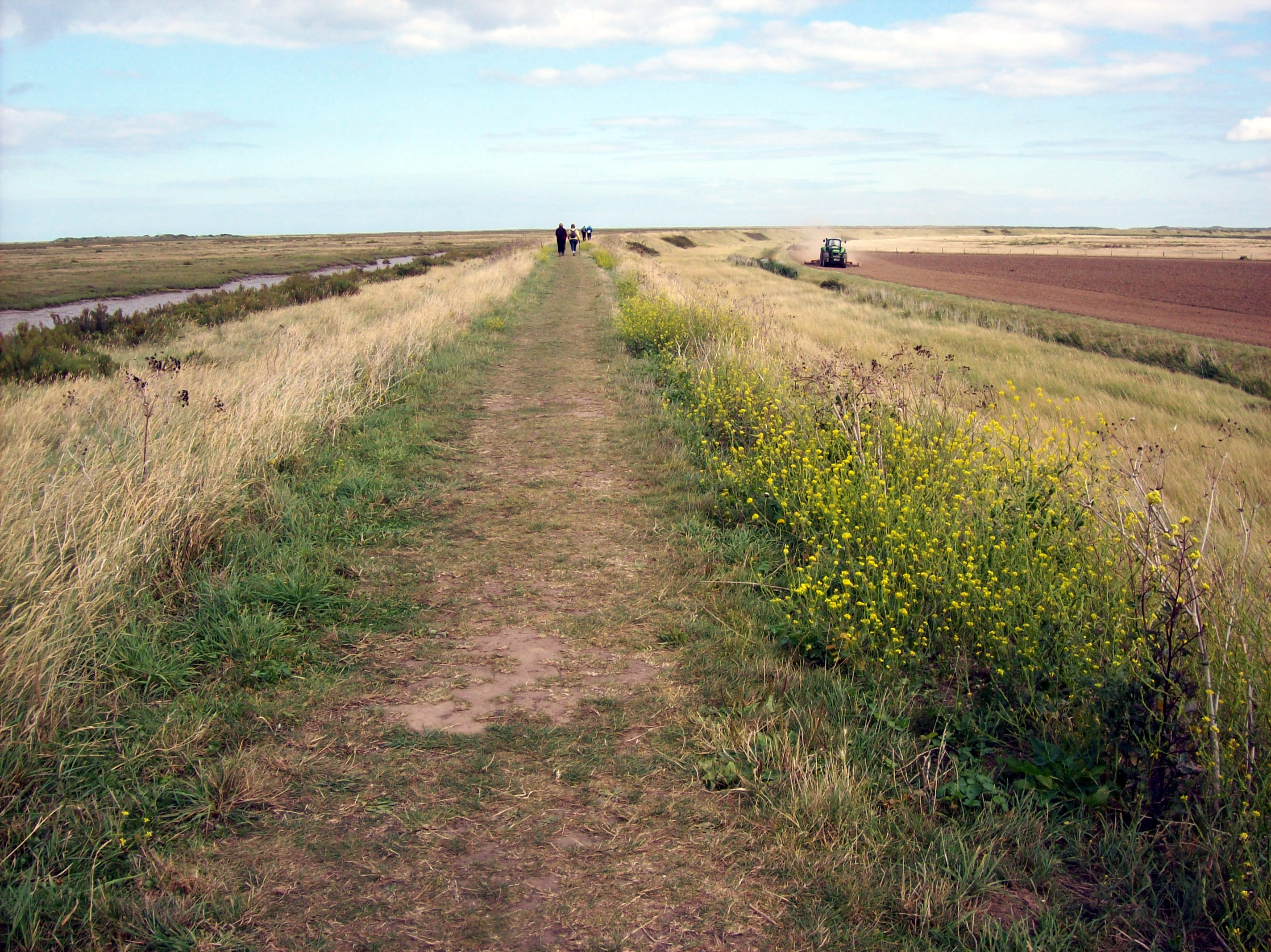
يمتد على طول الجزء العلوي من جدار البحر. المستنقعات المالحة على اليسار والأراضي الزراعية على اليمين.

تعتبر بلايكني بوينت، مثل معظم الجزء الشمالي من المستنقعات في هذه المنطقة، جزءًا من أبرشية كلي بجوار البحر. يمتد الشريط الرئيسي تقريبًا من الغرب إلى الشرق، وينضم إلى البر الرئيسي في شاطئ كلي قبل الاستمرار في التقدم كسلسلة ساحلية إلى ويبورن. إنه حوالي 6.4 كـم (4.0 ميل)يبلغ طولها  وتتكون من مجموعة من الحصى يبلغ عرضها 20 م (66 قدم) في بعض الأماكن في العرض ويصل إلى 10 م (33 قدم) عالية. وقد تم تقدير أن هناك 2.3 مليون م 3 (82 مليون قدم 3) من القوباء المنطقية في البصاق، 97 منها نسبة مئوية مشتقة من الصوان.
تشكلت النقطة نتيجة الانجراف على طول الشاطئ ‏، وتستمر هذه الحركة غربًا؛ حيث زاد طول البصاق بمقدار 132.1 م (433 قدم) بين عامي 1886 و1925. في الطرف الغربي، ينحني الحصى جنوبًا نحو البر الرئيسي. وقد تطورت هذه الميزة عدة مرات على مر السنين، مما أعطى انطباعًا من الهواء بوجود سلسلة من الخطافات على طول الجانب الجنوبي من البصاق. وقد تشكلت مستنقعات ملحية بين منحنيات الحصى وأمام السواحل المحمية بالبصاق، وتراكمت الكثبان الرملية عند الطرف الغربي للنقطة. تلتقي بعض التلال الجانبية الأقصر بالتلال الرئيسية بزاوية شديدة الانحدار بسبب الحركة الجنوبية للأخيرة. توجد منطقة من الأراضي الزراعية المستصلحة، المعروفة باسم بلايكني فريشيز، إلى الغرب من طريق شاطئ كلي.
مسار ساحل نورفولك ‏، وهو مسار قديم طويل المسافة للمشاة، يقطع الزاوية الجنوبية الشرقية للمحمية على طول جدار البحر بين الأراضي الزراعية والمستنقعات المالحة، وإلى الغرب في هولم-نيكست-ذا-سي ينضم المسار إلى طريق بيدارز ‏. يمكن الوصول إلى طرف بلايكني بوينت عن طريق السير على طول شريط الحصى من موقف السيارات في شاطئ Cley، أو بالقوارب من رصيف مورستون. يوفر القارب إطلالات جيدة على مستعمرات الفقمة ويتجنب المشي لمسافات طويلة على سطح صعب. يوجد لدى الصندوق الوطني مركز معلومات وغرفة شاي على الرصيف، ومركز للزوار على النقطة. كان المركز في السابق محطة لقوارب النجاة وهو مفتوح في أشهر الصيف. دار نصف الطريق، أو دار المراقبة، هو مبنى 2.4 كـم (1.5 ميل) من موقف سيارات شاطئ كلي. تم بناؤه في الأصل في القرن التاسع عشر كنقطة مراقبة للمهربين، وتم استخدامه على التوالي كمحطة لخفر السواحل، من قبل مرشدات الفتيات، وكمكان للإيجار لقضاء العطلات.

## التاريخ

### إلى عام 1912

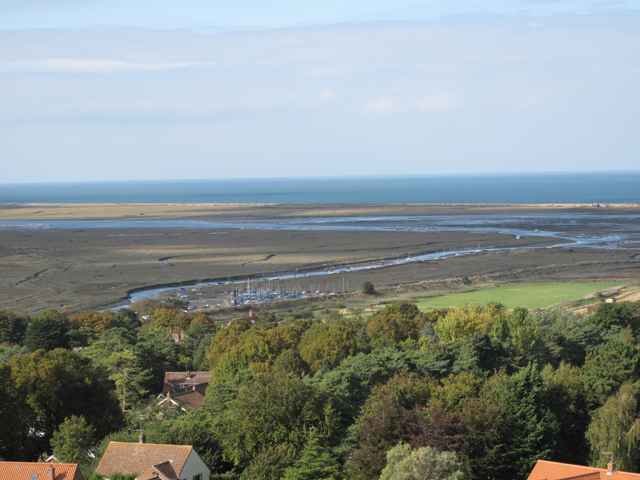
يمكن رؤية مجرى عبر المناطق الطينية والمستنقعات المالحة أثناء انخفاض المد.

تتمتع نورفولك بتاريخ طويل من الاستيطان البشري يعود إلى العصر الحجري القديم، وقد أنتجت العديد من الاكتشافات الأثرية الهامة. كان كل من البشر المعاصرين والنياندرتال موجودين في المنطقة بين 100000 و10000 منذ سنوات مضت، قبل العصر الجليدي الأخير، وعاد البشر مع تراجع الجليد نحو الشمال. إن السجل الأثري كان ضعيفا حتى حوالي 20 ألف سنة مضت، ويرجع ذلك جزئيا إلى الظروف الباردة جدا التي كانت موجودة في ذلك الوقت، ولكن أيضا لأن الساحل كان أبعد إلى الشمال مما هو عليه الآن. مع تراجع الجليد خلال العصر الحجري الوسيط (10000–5000 قبل الميلاد) قبل الميلاد، ارتفع مستوى سطح البحر، وملأ ما هو الآن بحر الشمال. أدى هذا إلى تقريب ساحل نورفولك كثيرًا من خطه الحالي، بحيث أصبحت العديد من المواقع القديمة الآن تحت سطح البحر في منطقة تُعرف الآن باسم دوجرلاند. أدوات الصوان من العصر الحجري الوسيط المبكر ذات الشفرات الطويلة ‏ المميزة التي يصل طولها إلى 15 سـم (5.9 بوصة) العثور عليها منذ فترة طويلة على الساحل الحالي في مستنقع تيتشويل ويعود تاريخها إلى وقت كان فيه 60–70 كـم (37–43 ميل) من البحر. تم العثور على أدوات أخرى مصنوعة من الصوان يعود تاريخها إلى العصر الحجري القديم العلوي (50000–10000 سنة) قبل الميلاد) إلى العصر الحجري الحديث (5000–2500 (قبل الميلاد).
«العين» هي منطقة من الأرض المرتفعة في المستنقعات، جافة بدرجة كافية لدعم المباني. تم بناء دير الكرمل السابق في بلاكيني، والذي تأسس عام 1296 وتم حله عام 1538، في مثل هذا الموقع، وقد تم العثور على العديد من شظايا بلاط السقف البسيط والبلاط المائل الذي يعود تاريخه إلى القرن الثالث عشر بالقرب من موقع أطلاله. كانت عين بلايكني تقع في الأصل على الجانب الجنوبي من جلافين، وكان بها ساحة مغلقة خلال القرنين الحادي عشر والثاني عشر، ومبنى يُعرف باسم «كنيسة بلايكني»، والذي كان مأهولاً من القرن الرابع عشر إلى حوالي عام 1600، ومرة أخرى في أواخر القرن السابع عشر. وعلى الرغم من اسمه، فمن غير المرجح أن يكون له وظيفة دينية. تم استيراد ما يقرب من ثلث الفخار الذي يعود تاريخه إلى القرن الرابع عشر إلى القرن السادس عشر والذي تم العثور عليه في الغرفة الأكبر والأقدم من الغرفتين من القارة، مما يشير إلى وجود تجارة دولية كبيرة في هذا الوقت.
كان البصق يحمي موانئ جلافين، وبليكني، وكلاي نيكست ذا سي، وويفتون، والتي كانت موانئ مهمة في العصور الوسطى. أرسل بلايكني سفنًا لمساعدة جهود إدوارد الأول الحربية في عام 1301، وفي الفترة ما بين القرنين الرابع عشر والسادس عشر كان ميناء نورفولك الوحيد بين كينجز لين ‏ وجريت يارموث الذي كان به مسؤولون جمركيون. تتمتع كنيسة بلاكيني ‏ ببرج ثانٍ في نهايتها الشرقية، وهي ميزة غير عادية في كنيسة أبرشية ريفية. وقد اقترح البعض أنها كانت بمثابة منارة للبحارة، ربما عن طريق محاذاتها مع البرج الغربي الأطول لتوجيه السفن إلى القناة الملاحية بين ضفاف المدخل الرملية؛ ويتضح أن هذا لم يكن ناجحًا دائمًا من خلال عدد من حطام السفن في الميناء، بما في ذلك سفينة خشبية مبنية من الحجر الرملي ‏.
أدت مخططات استصلاح الأراضي، وخاصة تلك التي وضعها هنري كالثورب في عام 1640 إلى الغرب من كلي مباشرة، إلى ترسب الطمي في قناة جلافين للشحن ونقل رصيف كلي. وقد أدى المزيد من الإغلاق في منتصف عشرينيات القرن التاسع عشر إلى تفاقم المشكلة، كما سمح أيضًا لسلسلة الحصى على الشاطئ بمنع قناة المد والجزر السابقة إلى مستنقعات سولتهاوس إلى الشرق من كلي. في محاولة لوقف التدهور، تم استشارة توماس تيلفورد في عام 1822، ولكن توصياته لتقليل الطمي لم يتم تنفيذها، وبحلول عام 1840 فقدت كل تجارة كلي تقريبًا. لقد ركد عدد السكان، وانخفضت قيمة جميع الممتلكات بشكل حاد. استفادت تجارة الشحن في بلاكيني من ترسب الطمي في منافستها القريبة، وفي عام 1817 تم تعميق القناة المؤدية إلى هافن لتحسين الوصول إليها. كانت سفن النقل البحري تتجه إلى هال لندن منذ عام 1840، لكن هذه التجارة تراجعت عندما أصبحت السفن كبيرة جدًا بالنسبة للميناء.

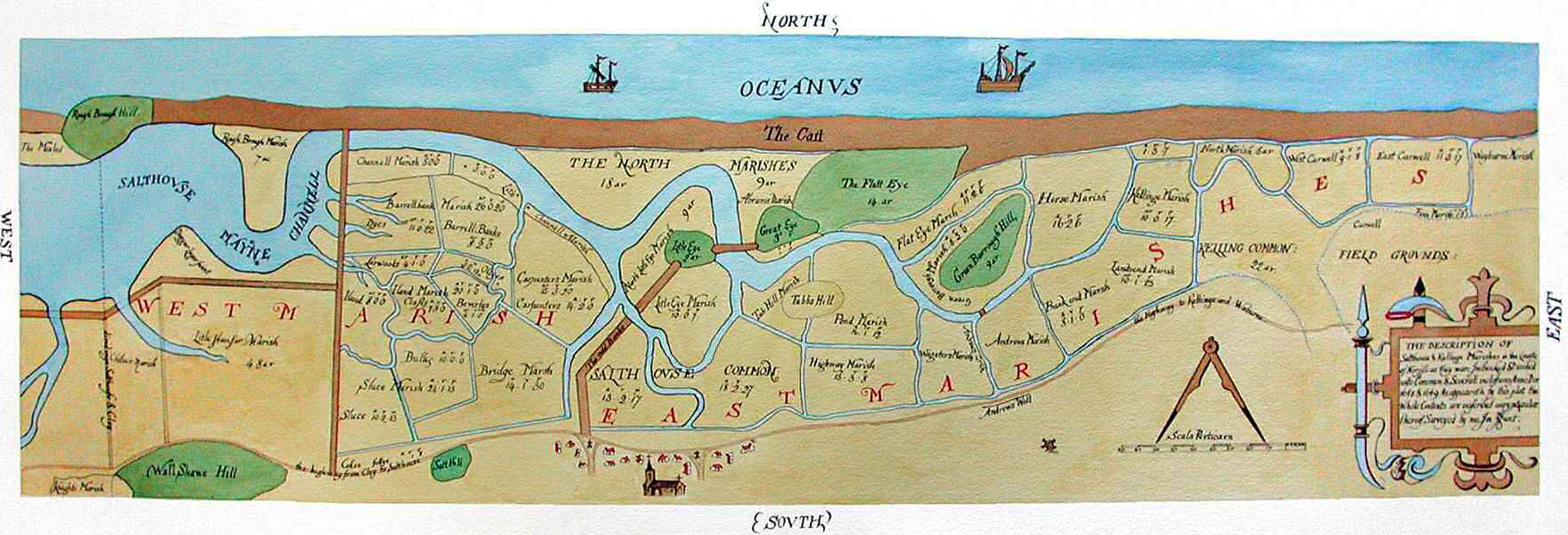
القناة السابقة إلى سولتهاوس وجزء من البصق في خريطة المساح جون هانت لعام 1649

### عصر الصندوق الوطني
- مستنقع الملح
- المراعي
- الكثبان الرملية
- لوح خشبي
- مواقف السيارات (الدوائر) والطرق
- البحرية

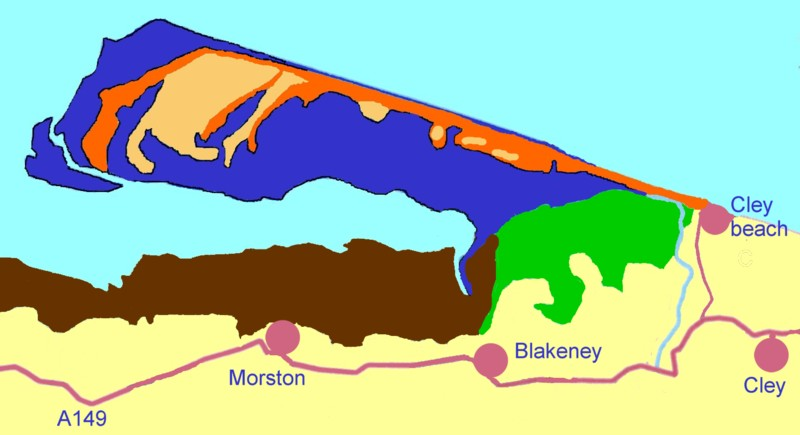
خريطة محمية بلايكني بوينت الطبيعية الوطنية:

في العقود التي سبقت الحرب العالمية الأولى، أصبح هذا الامتداد من الساحل مشهورًا بصيد الطيور البرية؛ كان السكان المحليون يبحثون عن الطعام، لكن بعض الزوار الأكثر ثراءً كانوا يصطادون لجمع الطيور النادرة؛ تم إطلاق النار على أول طائر مغرد مخطط في نورفولك في عام 1884. في عام 1901، أنشأت جمعية حماية الطيور البرية بلاكيني وكلي محمية للطيور وعينت بوب بينشين «مراقبًا» لها، وكان أول ستة رجال فقط، حتى عام 2012، يشغلون هذا المنصب.
في عام 1910، قام مالك النقطة، أوغسطس تشولموندلي جوف-كالثورب، بارون كالثورب السادس ‏، بتأجير الأرض إلى كلية لندن الجامعية (UCL)، التي اشترت أيضًا منزل قارب النجاة القديم في نهاية البصق. وعندما توفي البارون في وقت لاحق من ذلك العام، عرض ورثته بلايكني بوينت للبيع، مما أثار احتمالية التطوير. في عام 1912، مكّن نداء عام بدأه تشارلز روتشيلد ‏ ونظمه البروفيسور فرانسيس وول أوليفر من جامعة لندن والدكتور سيدني لونج من شراء بلايكني بوينت من ملكية كالثورب، وتم التبرع بالأرض بعد ذلك إلى الصندوق الوطني. أنشأت جامعة كلية لندن مركزًا للأبحاث في منزل قارب النجاة القديم في عام 1913، حيث كان أوليفر وكليته رائدين في الدراسة العلمية لبلايكني بوينت.  لا يزال المبنى يستخدمه الطلاب، ويعمل أيضًا كمركز للمعلومات. على الرغم من الحماية الرسمية، لم يتم تسوير مستعمرة طيور النورس حتى ستينيات القرن العشرين.
في عام 1930، تقاعد «المراقب» الأول لبوينت، بوب بينشين، وتم استبداله ببيلي إيلز، الذي ساعد بينشين في الصيف السابق في «تعلم الوظيفة». خلفه ابنه تيد إيلز في منصب مدير السجن عندما توفي في أوائل عام 1939. عمل تيد إيلز كمصور للحياة البرية في محطة تلفزيون أنجليا خلال فصل الشتاء وخدم كحارس للنقطة حتى تقاعده في مارس 1980. ومن بين الحراس اللاحقين جو ريد ومقدم برامج الحياة البرية أجاي تيغالا. لقد كتب بوب بينشين وتيد إيلز وأجاي تيغالا كتبًا عن تجاربهم في بلاكيني بوينت كمراقبين وحراس وحراس على التوالي.[بحاجة لمصدر]
تم تصنيف النقطة كموقع ذي أهمية علمية خاصة (SSSI) في عام 1954، جنبًا إلى جنب مع محمية أهوار كلاي المجاورة، وتم دمجها في منطقة SSSI على ساحل نورفولك الشمالي التي تم إنشاؤها حديثًا 7,700-هكتار (19,000-أكر) في عام 1986. أصبحت المنطقة الأكبر الآن محمية بشكل إضافي من خلال ناتورا 2000، ومنطقة الحماية الخاصة (SPA) وقوائم رامسار، وفئة الاتحاد الدولي لحفظ الطبيعة الرابعة (منطقة إدارة الموائل/الأنواع) وهي جزء من منطقة ساحل نورفولك ذات الجمال الطبيعي المتميز. أصبحت النقطة محمية طبيعية وطنية (NNR) في عام 1994، وأصبح الساحل من هولكهام إن إن آر إلى سالت هاوس، جنبًا إلى جنب مع جزيرة سكوت هيد ‏، محمية للمحيط الحيوي في عام 1976.

## الحيوانات والنباتات

### الطيور

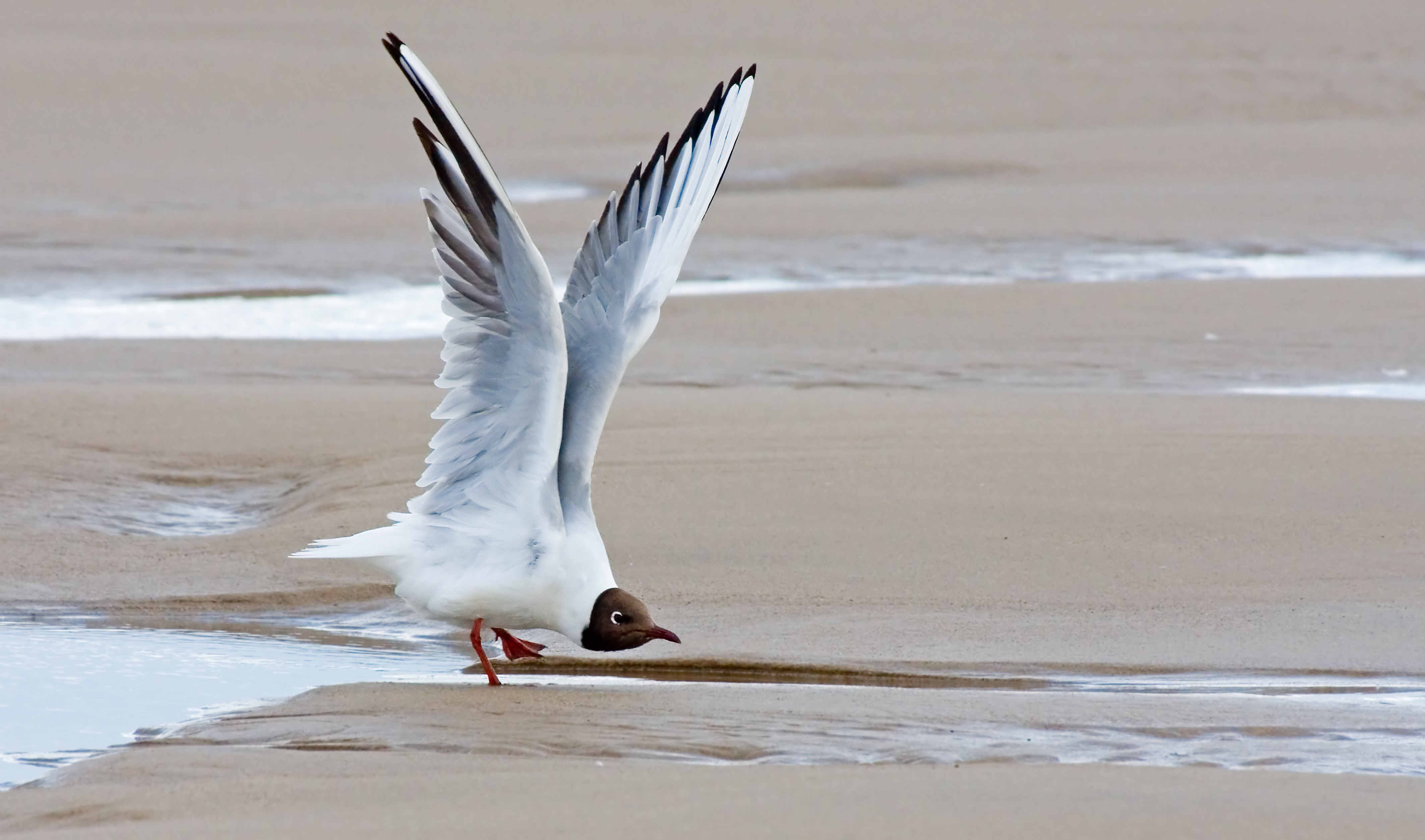
تعشش طيور النورس ذات الرأس الأسود بأعداد كبيرة على البصاق.

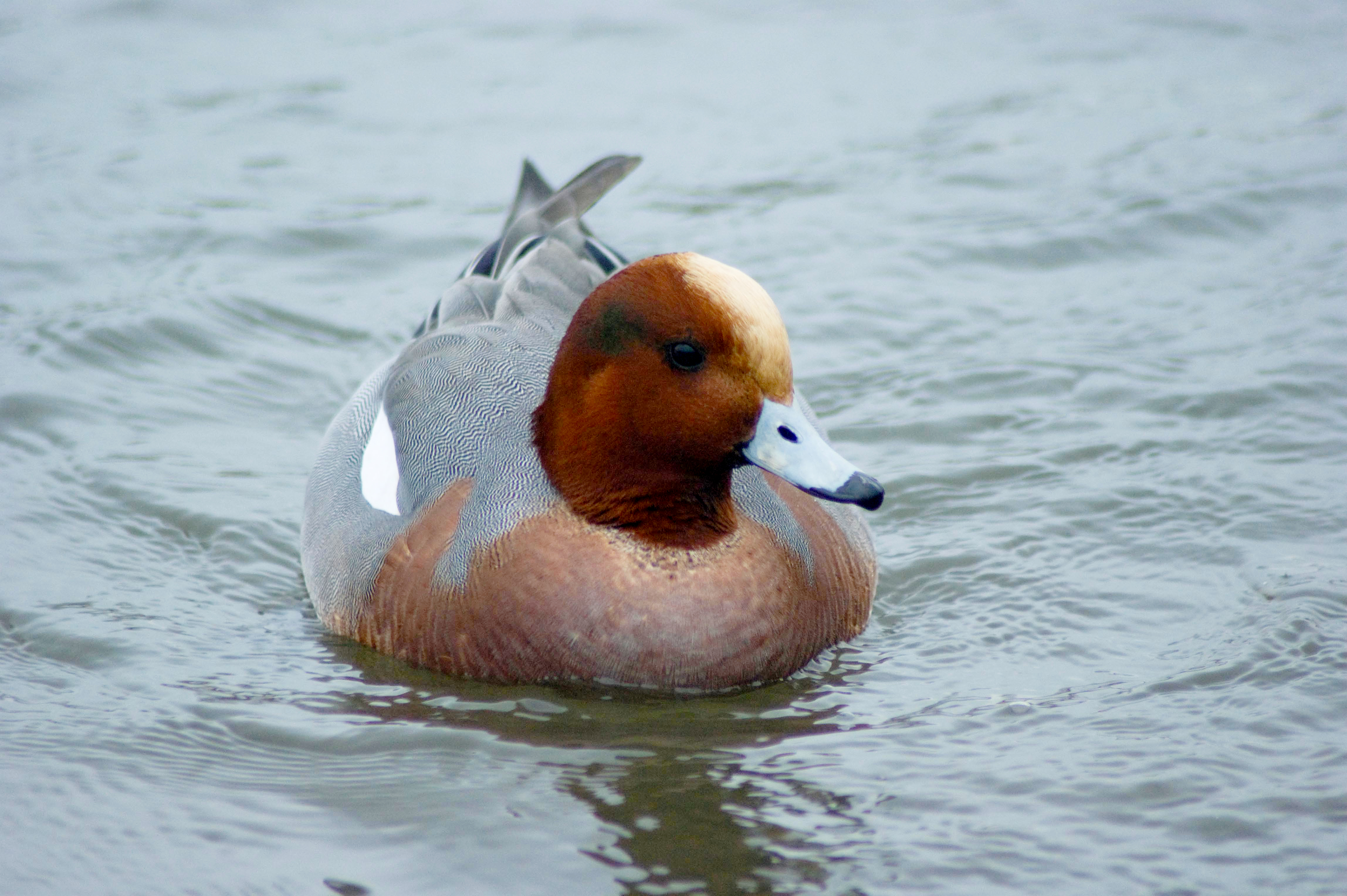
ذكر طائر البطة الأوراسي يسبح في المحمية. تتجمع البط في المحمية في فصل الشتاء.

تم تصنيف بلايكني بوينت باعتبارها واحدة من أهم المواقع في أوروبا لتعشيش طيور النورس من قبل لجنة الحفاظ على الطبيعة المشتركة التابعة ‏ للحكومة. في أوائل القرن العشرين، تأثرت المستعمرات الصغيرة من طيور النورس الشائعة والصغيرة بشدة بسبب أخذ البيض والإزعاج وإطلاق النار، ولكن مع تحسن الحماية ارتفع عدد طيور النورس الشائعة إلى 2000 زوج بحلول منتصف القرن، على الرغم من أنه انخفض بعد ذلك إلى ما لا يزيد عن 165 زوجًا بحلول عام 2000، ربما بسبب الافتراس. كان عدد طيور النورس الساندويتشية نادرًا حتى سبعينيات القرن العشرين، ولكن وصل عددها إلى 4000 زوج بحلول عام 1992. بلاكيني هو الموقع الأكثر أهمية في بريطانيا لكل من طيور النورس الصغيرة وطيور النورس الصغيرة، حيث يبلغ عدد أزواج هذا النوع الأخير حوالي 200 زوج، أي ما يعادل ثمانية أزواج. 0.5% من السكان البريطانيين. ويعتقد أن 2000 زوج من طيور النورس ذات الرأس الأسود التي تتقاسم منطقة التكاثر مع طيور النورس تحمي المستعمرة ككل من الحيوانات المفترسة مثل الثعالب الحمراء. تشمل الطيور الأخرى التي تعشش حوالي 20 زوجًا من طيور النورس القطبية وعدد قليل من طيور النورس المتوسطية في مستعمرة طيور النورس، والزقزاق الحلقي وطيور المحار على الحصى والطيور الحمراء الشائعة على المستنقعات المالحة. لقد تأثر نجاح تكاثر الطيور الخواضة بالاضطرابات البشرية والافتراس من قبل طيور النورس، وابن عرس، والقاقم، مع تأثر طيور الزقزاق الحلقية بشكل خاص، حيث انخفض عددها إلى 12 زوجًا في عام 2012 مقارنة بـ 100 زوج قبل عشرين عامًا. تحتوي المراعي على طيور أبو طيط الشمالي المتكاثرة، كما توجد أنواع مثل طيور القصب والطيور المغردة الملتحية في بقع من القصب الشائع.
تقع هذه النقطة في البحر على ساحل مواجه للشمال، مما يعني أنه من الممكن العثور على الطيور المهاجرة في الربيع والخريف، وفي بعض الأحيان بأعداد هائلة عندما تجبرها الظروف الجوية على التوجه نحو الأرض. تكون الأعداد منخفضة نسبيًا في الربيع، ولكن الخريف يمكن أن ينتج «سقوطًا» كبيرًا، مثل مئات من طيور العندليب الأوروبية في الأول من أكتوبر عام 1951 أو أكثر من 400 من طيور العندليب الأحمر الشائعة في 18 سبتمبر عام 1995. تصاحب الطيور الشائعة بانتظام أنواع نادرة مثل الطيور المغردة الخضراء، أو طيور الزقزاق الرمادية الكبيرة، أو طيور قبرة ريتشارد. يمكن رؤية الطيور البحرية تمر عبر هذه النقطة، وتتغذى الطيور الخواضة المهاجرة على المستنقعات في هذا الوقت من العام. وقد ظهرت طيور نادرة متشردة عندما كان الطقس مناسبًا، بما في ذلك طائر النوء فيا ‏ أو طائر زينو في عام 1997، وعصفور البوق في عام 2008، وطائر الذباب ألدر ‏ في عام 2010. بدأت عالمة الطيور ومصورة الطيور الرائدة إيما تيرنر في تصوير طيور النورس الشائعة في هذه النقطة في عام 1909، واستمر استخدام هذه التقنية في دراسات الهجرة منذ ذلك الحين. كان من بين التعافي الملحوظ طائر النورس الساندويتش الذي تم قتله من أجل الغذاء في أنجولا، وكان طائر المغرد رادي الذي تم اصطيادة من أجل حلقاته في عام 1961 هو ثاني رقم مسجل بريطاني لهذا النوع في ذلك الوقت. في فصل الشتاء، تحتوي المستنقعات على طيور الزقزاق الذهبي والطيور المائية بما في ذلك البط البري الشائع، والبط البري الأوراسي، والأوز البري، والبط البري الشائع، بينما تسبح طيور البط البحري الشائع، والبط البري الشائع، والبط الذهبي الشائع، والبط البري أحمر الصدر في البحر.

### الحيوانات الأخرى

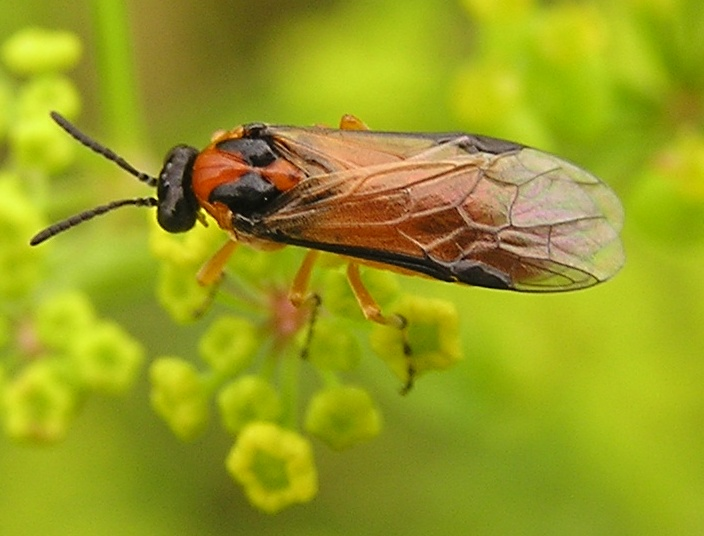
تظهر ذبابة المنشار اللفتية في بعض الأحيان بأعداد كبيرة.

تحتوي منطقة بلايكني بوينت على مستعمرة مختلطة تضم حوالي 500 من فقمات الميناء والفقمة الرمادية. تضع فقمة الميناء صغارها بين شهري يونيو وأغسطس، ويمكن رؤية الصغار، التي يمكنها السباحة على الفور تقريبًا، على السهول الطينية. تتكاثر الفقمة الرمادية في الشتاء، بين شهري نوفمبر ويناير؛ ولا يستطيع صغارها السباحة حتى يفقدوا أول معطف أبيض لديهم، لذا فهم محصورون في اليابسة لمدة ثلاثة أو أربعة أسابيع الأولى، ويمكن رؤيتهم على الشاطئ خلال هذه الفترة. استعمرت الفقمة الرمادية موقعًا في شرق نورفولك في عام 1993، وبدأت في التكاثر بانتظام في بلاكيني في عام 2001. من الممكن أن يصبح عددهم الآن أكبر من عدد فقمة الميناء قبالة ساحل نورفولك. تتوفر رحلات بالقوارب لمشاهدة الفقمة من موانئ بلايكني ومورستون، مما يوفر مناظر جيدة دون إزعاج الفقمة. تم العثور على جثث 24 فقمة ميناء أنثى أو صغيرة في منطقة بلاكيني بين مارس 2009 وأغسطس 2010، وكل منها بها جروح حلزونية تتفق مع أن الحيوان تم سحبه من خلال مروحة أنبوبية ‏.
يمكن أن ينمو عدد الأرانب إلى مستوى يؤثر فيه رعيها وحفرها سلبًا على نباتات الكثبان الرملية الهشة. عندما تنخفض أعداد الأرانب بسبب مرض الورم المخاطي، تتعافى النباتات، على الرغم من أن النباتات السامة للأرانب، مثل عشبة الراجوورت، تصبح أقل شيوعًا بسبب زيادة المنافسة من الأنواع الصالحة للأكل. يمكن أن تُقتل الأرانب بواسطة الحيوانات آكلة اللحوم مثل الثعالب الحمراء، والعرس، والقاقم. تتضمن سجلات الثدييات النادرة في منطقة إن إن آر غزالًا أحمر يسبح في الملجأ، وقنفذًا، وحوتًا منقاريًا جرفته الأمواج إلى الشاطئ.
سجل مسح للحشرات في سبتمبر 2009 وجود 187 نوعًا من الخنافس، بما في ذلك نوعان جديدان في نورفولك، خنفساء الروف فيتوسوسوس نيغريفينتريس ‏ وخنفساء الفطريات ليودس سيلياريس ‏، ونوعان نادران جدًا في المقاطعة، خنفساء النسغ نيتيدولا كارناريا ‏ وخنفساء المهرج غناثونكوس نانوس ‏. وكان هناك أيضًا 24 نوعًا من العناكب، وشملت الأنواع الخمسة من النمل نوع ميرميكا سبيسيويدس ‏ النادر على المستوى الوطني. تم العثور على ألفية نادرة تسمى ثالاسيسوباتس ليتوراليس، وهي متخصصة في موائل الحصى الساحلية، هنا في عام 1972، وظهرت سمكة دارتر ذات عروق حمراء ‏ في عام 2012. تم تسجيل عشرات الآلاف من ذباب المنشار المهاجر لعدة أيام في أواخر صيف عام 2006، إلى جانب اليعسوب ذو العيون الحمراء. تظهر أيضًا عثة Y الفضية بأعداد كبيرة في بعض السنوات.
تشمل العديد من سكان المناطق المدية الديدان الدبوسية والديدان متعددة الأشعار والقافزات الرملية والقشريات البرمائية الأخرى والرخويات البطنية. تتغذى هذه الرخويات على الطحالب التي تنمو على سطح الطين، وتشمل الهيدروبيا الصغيرة، وهي غذاء مهم للخواضين بسبب وفرتها بكثافات تزيد عن 130 ألف م −2. تشمل الرخويات ثنائية المصراع المحار الشائع الصالح للأكل، على الرغم من أنه لا يتم حصاده هنا.

### النباتات

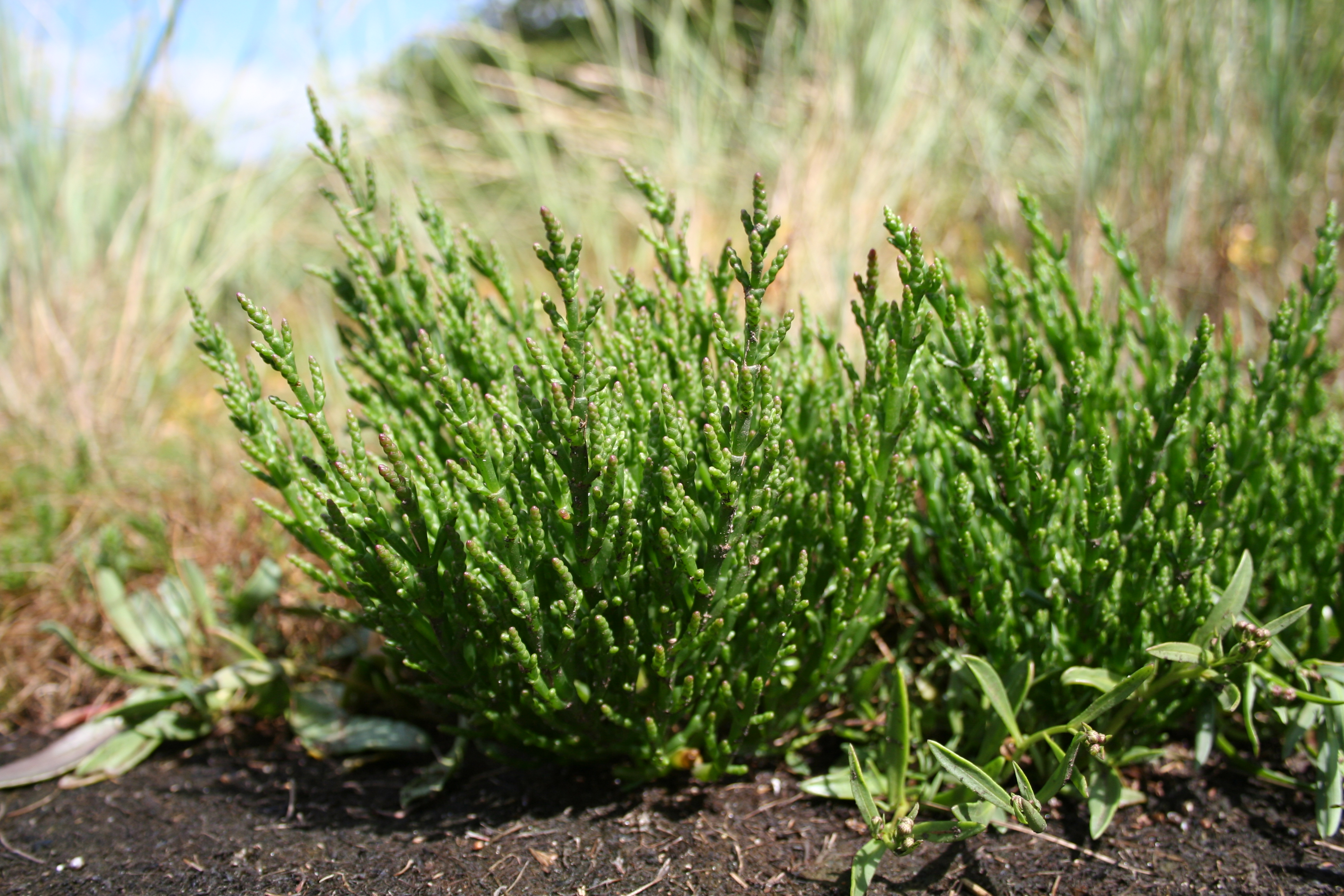
سامفير، نبات صالح للأكل

تلعب الأعشاب مثل عشبة الأريكة البحرية وعشب البحر بوا ‏ وظيفة مهمة في المناطق الأكثر جفافاً من المستنقعات، وعلى الكثبان الرملية الساحلية، حيث تساعد عشبة المرام، وعشب الأريكة الرملية ‏، وعشب اللايم، وعشب الشعر الرمادي ‏ في ربط الرمال. ومن بين النباتات الأخرى المتخصصة في هذا الموطن القاحل نبات الهولي البحري، ونبات السعد الرملي، ونبات البرسيم ذو القدم الطائر، ونبات الأوركيد الهرمي. تم العثور على بعض الطحالب والأشنات المتخصصة على الكثبان الرملية، وتساعد في توحيد الرمال؛ وجد مسح أجري في سبتمبر 2009 41 نوعًا من الأشنات. يتأثر توزيع النباتات بعمر الكثبان الرملية وكذلك محتواها من الرطوبة، حيث تصبح الرواسب أقل قلوية مع تسرب كربونات الكالسيوم من أصداف الحيوانات من الرمال واستبدالها بدبال أكثر حمضية من منتجات تحلل النباتات. يُثبط عشب المرام بشكل خاص بسبب التغير في الحموضة. ونرى نمطًا مشابهًا مع الطحالب والأشنات، حيث تحتوي المناطق المختلفة من الكثبان الرملية على أنواع مختلفة وفقًا لحموضة الرمال. تم تحديد ما لا يقل عن أربعة أنواع من الطحالب باعتبارها مهمة في تثبيت الكثبان الرملية، لأنها تساعد في توحيد الرمال، وإضافة العناصر الغذائية أثناء تحللها، وتمهد الطريق لأنواع نباتية أكثر دقة. تختلف نباتات الطحالب والأشنة في بلايكني بوينت بشكل ملحوظ عن تلك الموجودة في الكثبان الرملية الغنية بالجير على السواحل الغربية للمملكة المتحدة. أصبحت أشجار الترمس غير الأصلية مستقرة بالقرب من منزل قارب النجاة، حيث تنمو الآن برية.
تجذب سلسلة الحصى نبات ستونكروب العاض، ونبات الخشخاش البحري، ونبات الخشخاش ذو القرون الصفراء، ونبات التوفير البحري، ونبات البرسيم البحري، ونبات البنجر البحري. في المناطق الأكثر رطوبة، حيث تجاور الحصى المستنقعات المالحة، تزدهر أيضًا نباتات اللافندر البحري الصخرية ‏، واللافندر البحري المتشابك ‏، ونباتات البلايت البحري، على الرغم من ندرتها في بريطانيا بعيدًا عن ساحل نورفولك. يحتوي المستنقع الملحي على نبات الزجاج الأوروبي وعشب الحبل الشائع في المناطق الأكثر تعرضًا، مع سلسلة من النباتات التي تتبع المستنقع حيث يصبح أكثر رسوخًا: أولاً نجم البحر، ثم الخزامى البحري بشكل أساسي، مع الرجلة البحرية في الجداول، ومناطق أصغر من الموز البحري ‏ ونباتات المستنقعات الشائعة الأخرى. تم العثور على ستة أنواع من الدياتومات غير المعروفة سابقًا في المياه المحيطة بالنقطة في عام 1952، إلى جانب ستة أنواع أخرى لم يتم تسجيلها سابقًا في بريطانيا.
يتم قطف عشبة الزجاج الأوروبية بين شهري مايو وسبتمبر وبيعها محليًا باسم «سامفير». إنه نبات لحمي، وعندما يتم سلقه أو طهيه على البخار يكون له طعم يؤدي إلى اسمه البديل «الهليون البحري»، وغالبًا ما يؤكل مع الأسماك. يمكن أيضًا تناولها نيئة عندما تكون صغيرة. يعد نبات الزجاج أيضًا طعامًا مفضلًا للأرانب، والتي ستذهب إلى المستنقعات المالحة بحثًا عن هذا النبات العصاري.

## الترفيه

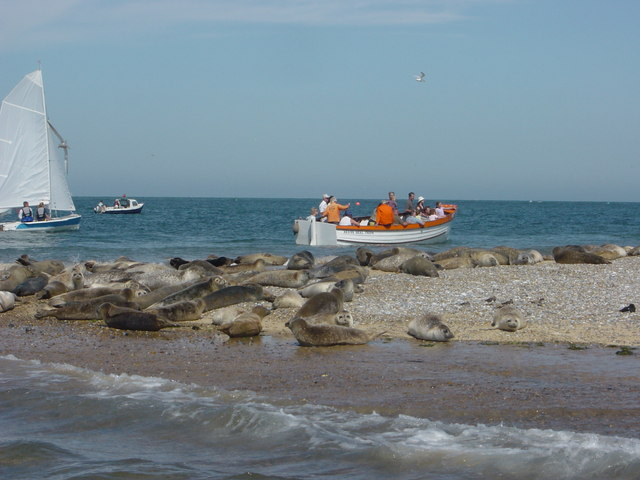
يمكن رؤية الأختام في هذه النقطة من القوارب القادمة من مورستون.

7.7 مليون زائر يوميًا و5.5 يُقدر أن مليون شخص ممن قضوا ليلة واحدة على ساحل نورفولك في عام 1999 قد أنفقوا 122 جنيهًا إسترلينيًا مليون دولار، وتأمين ما يعادل 2325 وظيفة بدوام كامل في تلك المنطقة. وجد مسح أجري عام 2005 في ستة مواقع ساحلية في شمال نورفولك، بما في ذلك بلاكيني وكلي ومورستون، أن 39 أشارت نسبة 1% من الزوار إلى أن مراقبة الطيور هي الهدف الرئيسي لزيارتهم. وسجلت القرى الأقرب إلى النقطة، وهي بلاكيني وكلاي، أعلى معدل إنفاق للفرد لكل زائر من بين القرى التي شملها الاستطلاع، وكانت كلاي واحدة من الموقعين اللذين سجلا أعلى نسبة من الزيارات المخطط لها مسبقًا. من المتوقع أن ينتج عن هذا المبلغ 2.45 جنيه إسترليني ما يعادل 52 وظيفة بدوام كامل في منطقة كلي وبليكني. مليون دولار أنفقها الزوار محليًا. بالإضافة إلى مراقبة الطيور ورحلات القوارب لرؤية الفقمة، فإن الإبحار والمشي من الأنشطة السياحية المهمة الأخرى في المنطقة.
إن العدد الكبير من الزوار للمواقع الساحلية له في بعض الأحيان آثار سلبية. قد تتعرض الحياة البرية للاضطراب، وهي صعوبة متكررة بالنسبة للأنواع التي تتكاثر في المناطق المكشوفة مثل طيور الزقزاق الحلقية والطيور البحرية الصغيرة، وكذلك بالنسبة للأوز الشتوية. خلال موسم التكاثر، يتم تسييج مناطق التكاثر الرئيسية للطيور البحرية والفقمة ووضع علامات عليها. يمكن أن تتعرض النباتات للدوس، وهي مشكلة خاصة في الموائل الحساسة مثل الكثبان الرملية والحصى النباتي. يعبر ممشى خشبي مصنوع من البلاستيك المعاد تدويره الكثبان الرملية الكبيرة بالقرب من نهاية النقطة، مما يساعد على تقليل التآكل. تم تركيبه في عام 2009 بتكلفة 35000 جنيه إسترليني ليحل محل سابقه الخشبي الأقل متانة. لا يُسمح بالكلاب من أبريل إلى منتصف أغسطس بسبب الخطر الذي تتعرض له الطيور التي تعشش على الأرض، ويجب أن تكون مقيدة أو تحت السيطرة الدقيقة في أوقات أخرى.
تقوم شراكة ساحل نورفولك، وهي عبارة عن تجمع لهيئات الحفاظ على البيئة، بتقسيم الساحل ومحيطه إلى ثلاث مناطق لأغراض تطوير السياحة. تعتبر بلايكني بوينت، إلى جانب كثبان هولم وكثبان ‏ هولكهام، موطنًا حساسًا يعاني بالفعل من ضغط الزوار، وبالتالي تم تصنيفها كمنطقة حمراء لا يوصى بتطويرها أو تحسين مواقف السيارات. يقع باقي المحمية في المنطقة البرتقالية، للمواقع ذات الموائل الهشة ولكن الضغط السياحي أقل.

## التغيرات الساحلية

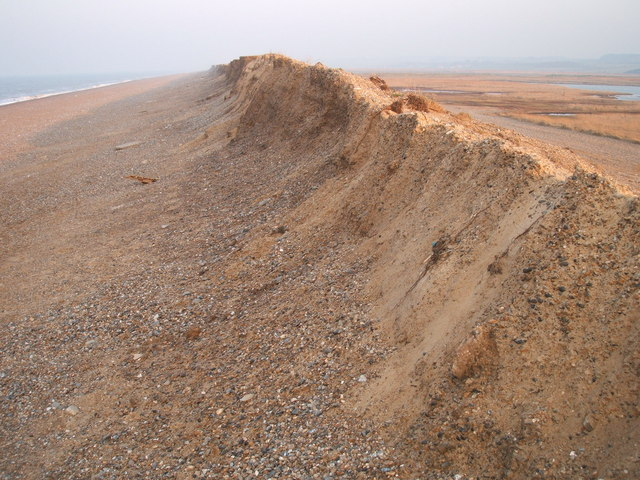
يتحرك سلسلة الحصى جنوبًا عبر المستنقعات.

يُعد البصاق سمة حديثة نسبيًا من الناحية الجيولوجية، وفي القرون الأخيرة كان يمتد غربًا وباتجاه اليابسة من خلال حركة المد والجزر والعواصف. يُعتقد أن هذا النمو قد تم تعزيزه من خلال استصلاح المستنقعات المالحة على طول هذا الساحل في القرون الأخيرة، مما أدى إلى إزالة حاجز طبيعي أمام حركة الحصى. يمكن أن تكون كمية الحصى التي تحركها عاصفة واحدة «مذهلة»؛ وقد يتم اختراق البصاق في بعض الأحيان، ليصبح جزيرة لفترة من الوقت، وقد يحدث هذا مرة أخرى. فُقد الجزء الشمالي الأقصى من قرية سنيترلي (بلايكني حاليًا) في البحر في أوائل العصور الوسطى، ربما بسبب عاصفة. على مدى المائتي عام الماضية، أصبحت الخرائط دقيقة بما يكفي لقياس المسافة من أطلال كنيسة بلاكيني إلى البحر. الـ 400 م (440 يارد) في عام 1817 أصبح 320 م (350 يارد) بحلول عام 1835، 275 م (301 يارد) في عام 1907، و 195 م (213 يارد) بحلول نهاية القرن العشرين. يتحرك البصاق نحو البر الرئيسي عند حوالي 1 م (1.1 يارد) سنويًا؛ وقد اختفت بالفعل العديد من الجزر المرتفعة السابقة أو «العيون»، حيث غطتها أولاً الحصى المتقدمة، ثم فقدت في البحر. اجتاح الفيضان الهائل الذي حدث عام 1953 الشاطئ الرئيسي، ولم يبقَ فوق الماء سوى قمم الكثبان الرملية الأعلى. انجرفت الرمال إلى المستنقعات المالحة، وتم اختراق الطرف الأقصى من النقطة، ولكن كما هو الحال مع الأجزاء الطبيعية البحتة الأخرى من الساحل، مثل جزيرة سكولت هيد، لم يحدث سوى القليل من الأضرار الدائمة.
أدت حركة الحصى باتجاه اليابسة إلى انسداد قناة نهر جلافين بشكل متزايد بحلول عام 2004. وقد أدى هذا إلى فيضانات في قرية كلي ومستنقعات المياه العذبة المهمة بيئيًا في بلينكي. وقد نظرت وكالة البيئة في عدة خيارات علاجية. وخلصت إلى أن محاولة حجب القوباء المنطقية أو اختراق البصاق لإنشاء منفذ جديد للغلافين ستكون مكلفة وربما غير فعالة، وعدم القيام بأي شيء من شأنه أن يكون ضارًا بالبيئة. قررت الوكالة إنشاء مسار جديد للنهر إلى الجنوب من خطه الأصلي، والعمل على إعادة تنظيم خط 550 م (600 يارد) امتداد النهر 200 م (220 يارد)تم الانتهاء من بناء أبعد جنوبًا في عام 2007 بتكلفة بلغت حوالي 1.5 جنيه إسترليني مليون. تم إعادة تنظيم غلافين سابقًا من مسار سابق أكثر شمالية في عام 1922. تقع أطلال كنيسة بلاكيني الآن إلى الشمال من جسر النهر، وهي غير محمية بشكل أساسي من تآكل السواحل، حيث لن يتم جرف الحصى المتقدم بواسطة النهر بعد الآن. سيتم دفن الكنيسة تحت سلسلة من الحصى بينما يستمر البصاق في التحرك جنوبًا، ثم يضيع في البحر، ربما في غضون 20–30 سنوات.

## الملاحظات
1. ↑  يتم تضمين المسطحات الطينية والرملية بين المد والجزر على الجانب الشمالي من بلاكيني هافن ضمن المحمية الطبيعية.[11]

## النصوص المذكورة
- Allison، Hilary؛ Morley، John، المحررون (1989). Blakeney Point and Scolt Head Island. Norwich: National Trust. ISBN:0-9514717-0-8.
- Ayres، Peter G (2012). Shaping Ecology: The Life of Arthur Tansley. London: Wiley-Blackwell. ISBN:978-0-470-67156-6.
- Birks، Chris (2003). Report on an archaeological evaluation at Blakeney Freshes, Cley next the Sea: report No. 808 (PDF). Norwich: Norfolk Archaeological Unit.
- Bishop، Billy (1983). Cley Marsh and its Birds. Woodbridge, Suffolk: Boydell Press. ISBN:0-85115-180-9.
- Blower، J Gordon (1985). Millipedes: Keys and Notes for the Identification of the Species. Leiden: Backhuys. ISBN:90-04-07698-0.
- Bridges، E M (1998). Classic Landforms of the North Norfolk Coast. Sheffield: Geographical Association. ISBN:1-899085-53-X.
- Dorling Kindersley (2009). RSPB Where to go wild in Britain. London: Dorling Kindersley. ISBN:978-1-4053-3512-6.
- East Anglia Coastal Group (2010). North Norfolk shoreline management plan. Peterborough: Environment Agency.
- Elkins، Norman (1988). Weather and Bird Behaviour. Waterhouses, Staffordshire: Poyser. ISBN:0-85661-051-8.
- Elton، Charles Sutherland (1979). The Pattern of Animal Communities. London: Chapman & Hal. ISBN:0-412-21880-1.
- Gray، J M (2004). Geodiversity: valuing and conserving abiotic nature. Edinburgh: Wiley-Blackwell. ISBN:0-470-84896-0.
- Knights، B؛ Phillips, A J (1979). Estuarine and Coastal Land Reclamation and Water Storage. Farnham, Surrey: Ashgate. ISBN:0-566-00252-3.
- Liley، D (2008). Development and the north Norfolk coast. Scoping document on the issues relating to access (PDF). Wareham, Dorset: Footprint Ecology. مؤرشف من الأصل (PDF) في 2012-08-31. اطلع عليه بتاريخ 2012-09-12.
- Mabey، Richard (1996). Flora Britannica. London: Chatto & Windus. ISBN:1-85619-377-2.
- May، V J (2003). Geological Conservation Review: volume 28: Coastal geomorphology of Great Britain. Peterborough: Joint Nature Conservation Committee. ISBN:1-86107-484-0.
- Muir، Richard (2008). The lost villages of Britain. Stroud, Gloucestershire: The History Press Ltd. ISBN:978-0-7509-5039-8.
- Murphy، Peter (2009). The English coast: a history and a prospect. London: Continuum International Publishing. ISBN:978-1-84725-143-5.
- Newton، Ian (2010). Bird Migration: Collins New Naturalist Library (113). London: Collins. ISBN:978-0-00-730732-6.
- Pevsner، Nikolaus؛ Wilson, Bill (2002). The Buildings Of England Norfolk I: Norwich and North-East Norfolk. New Haven and London: Yale University Press. ISBN:0-300-09607-0.
- Robertson، David؛ Crawley, Peter؛ Barker, Adam؛ Whitmore, Sandrine (2005). Norfolk Archaeological Unit Report No. 1045: Norfolk Rapid Coastal Zone Archaeological Survey (PDF). Norwich: Norfolk Archaeological Unit. مؤرشف (PDF) من الأصل في 2011-08-02.
- Robinson، Geoffey H (c. 2006). St Nicholas, Blakeney. Norwich: Geoffrey H Robinson.
- Scott Wilson Ltd (2006). Tourism benefit & impacts analysis in the Norfolk coast Area of Outstanding Natural Beauty (PDF). Norwich: Norfolk Coast Partnership. مؤرشف من الأصل (PDF) في 2016-02-07.
- Stannard، David؛ Smith, George (2005). Fishing Up the Moon: Norfolk Seafood Cookery. Dereham, Norfolk: Larks Press. ISBN:1-904006-26-4.
- Sweetser، Wendy؛ Laurie, Jane (2009). The Connoisseur's Guide to Fish & Seafood. New York: Sterling. ISBN:978-1-4027-7051-7.
- Tansley، Arthur George (1939). The British islands and their vegetation. Cambridge: Cambridge University Press.
- Thompson، Dave؛ Bexton, Steve؛ Brownlow, Andrew؛ Wood, David؛ Patterson, Tony؛ Pye, Ken؛ Lonergan, Mike؛ Milne, Ryan (2010). Report on recent seal mortalities in UK waters caused by extensive lacerations (PDF). St Andrews: Sea Mammal Research Unit. مؤرشف من الأصل (PDF) في 2011-01-05.

## وصلات خارجية
- Open Street Map
- Official website: Blakeney National Nature Reserve